# El multimilionari
El multimilionari (títol original en anglès: Let's Make Love) és una pel·lícula de l'any 1960 del gènere comèdia musical, produïda per la companyia 20th Century Fox. Va ser dirigida per George Cukor i produïda per Jerry Wald a partir d'un guió de Norman Krasna, Hal Kanter i Arthur Miller. Els protagonistes eren Marilyn Monroe, Yves Montand i Tony Randall. Ha estat doblada al català.

## Argument[2]
Un multimilionari, Jean-Marc Clement (Montand), s'assabenta que és motiu de sàtira en un espectacle teatral de l'off-Broadway. Després d'anar al teatre veu a Amanda Dell (Monroe) assajant la cançó de Cole Porter "My Heart Belongs to Daddy", per accident el director pensa que ell pot ser un bon actor per interpretar un personatge en l'espectacle teatral. Clement hi pren part per tal de veure més a Amanda i juga amb la confusió d'identitat, sota el nom d'Alexander Dumas.
Frankie Vaughan apareix com un cantant en la revista teatral, mentre que Milton Berle, Gene Kelly, i Bing Crosby apareix en un cameo tractant d'ensenyar Clement com explicar acudits, ballar, i cantar, respectivament. Tony Randall en un paper de suport retrata un lacai en conflicte amb Clement.

## Repartiment
- Marilyn Monroe com Amanda Dell
- Yves Montand com Clement/Dumas
- Tony Randall com Coffman
- Frankie Vaughan com Tony
- Wilfrid Hyde-White com Welch

## Producció
Let's Make Love va ser un projecte amb mala sort amb Monroe i Montand; Cukor el va considerar mediocre. Maylin no el volia fer però n'estava obligada per contracte amb la Twentieth Century Fox. L'assumpte amorós entre Monroe i Montand va complicar la situació. En aquell moment Monroe estava casada amb l'autor teatral Arthur Miller i Montand amb l'actriu Simone Signoret.
Tenint en compte la popularitat en taquilla de Monroe i la premsa que envoltava Montand i la seva relació en aquell moment, la pel·lícula va ser en part una decepció, tot i que en realitat es pot considerar que fou un èxit moderat. Les altes expectatives i els resultats modestos han provocat que molts vegin la pel·lícula com un flop total o un èxit enorme. Va obrir a la part superior de la taquilla el primer cap de setmana, però va fer només 6,54 milions de dòlars en total.

## Nominacions
- Oscar a la millor banda sonora 1961 per Lionel Newman i Earle Hagen
- BAFTA a la millor pel·lícula
- BAFTA al millor actor per Yves Montand
- Globus d'Or a la millor pel·lícula musical o còmica